# DigComp
Il Quadro Europeo per le Competenze Digitali dei Cittadini (Digital Competence Framework for Citizens), più noto come DigComp, è l'insieme delle linee guida definite dalla Commissione Europea sulle competenze digitali che i cittadini devono possedere per poter godere di una buona qualità della vita, partecipare alla società democratica ed essere competitivi nel mondo del lavoro. Le competenze digitali sono una delle otto competenze base dell'apprendimento permanente.
Nel 2022 è stata pubblicata la versione 2.2.

## Storia
La redazione di un quadro di riferimento per l’apprendimento e le competenze nell’era digitale viene avviata nel 2005, con una serie di ricerche e pubblicazioni realizzate dal Joint Research Centre (JRC) dell’Unione Europea inizialmente per conto della Direzione Generale per l'Istruzione e la Cultura della Commissione Europea (DG EAC) e più recentemente per conto della Direzione generale per l'occupazione, gli affari sociali e l'inclusione (DG EMP). La prima edizione è del 2013. 
Nel 2016 viene pubblicata l’edizione DigComp 2.0 aggiornando la terminologia e il modello concettuale e presentando esempi di implementazione a livello europeo, nazionale e regionale. 
Nel 2017 esce la versione 2.1. che presenta l’ampliamento a otto dei livelli di padronanza (inizialmente erano 3) con esempi di utilizzo. 
A marzo 2022 viene pubblicata l’edizione DigComp 2.2. con oltre 250 nuovi esempi di conoscenze, competenze e atteggiamenti e con un’attenzione ai temi dell’intelligenza artificiale e del lavoro ibrido e lavoro remoto. L'edizione DigComp 2.2. ha il titolo ufficiale DigComp 2.2 – The digital competence framework for citizens with new examples of knowledge, skills and attitudes (DigComp 2.2 - Il quadro delle competenze digitali per i cittadini con nuovi esempi di conoscenza, competenze e atteggiamenti). Questa nuova versione considera in modo specifico una serie di necessità emerse negli ultimi anni:
- disinformazione, misinformazione, il fact-checking
- lavoro a distanza, lavoro ibrido, remote working (RW)
- accessibilità digitale / digital accessibility (DA)
- sostenibilità ambientale e correlazione con le tecnologie digitali
- benessere e sicurezza personale in ambiento digitale
- intelligenza artificiale (AI - artificial intelligence) e alfabetizzazione ai dati

## Descrizione
Il DigComp definisce la competenza digitale come l’uso sicuro, critico e responsabile delle tecnologie digitali per l’apprendimento, il lavoro e la partecipazione nella società; la definizione delle competenze digitali serve per definire le politiche di sviluppo nazionali, per creare strumenti di valutarle e certificarle e per realizzare corsi e formazioni.
Il DigComp è suddiviso in cinque dimensioni: area di competenza (dimensione 1 - che include alfabetizzazione su informazioni e dati, comunicazione e collaborazione, creazione di contenuti digitali, sicurezza e risolvere i problemi), competenze (dimensione 2), livelli di padronanza con l'indicazione di conoscenze, attitudini e abilità applicabili a ciascuna competenza (dimensione 3), esempi di utilizzo (dimensione 5). 

### Aree di competenza
Le aree di competenza sono le categorie tematiche che definiscono il quadro: sono a loro volta cinque e racchiudono in totale 21 competenze digitali da acquisire.
Alfabetizzazione su informazioni e dati è la capacità di navigare agilmente su Internet e acquisire, gestire, manipolare e condividere dati e informazioni. Comunicazione e collaborazione include la capacità di comunicare con gli altri attraverso gli strumenti informatici, di cooperare alla realizzazione di progetti di lavoro comune. Creazione di contenuti digitali prevede l'abilità nel creare, modificare, integrare e programmare contenuti multimediali attraverso diversi strumenti digitali e conoscere i principi del diritto d'autore. Sicurezza indica la conoscenza di buone pratiche di protezione personale, dei propri dati e delle informazioni condivise in rete, della propria salute fisica e mentale e dell'ambiente circostante. Risolvere i problemi implica lo sviluppo della capacità di trovare soluzioni complesse ed efficaci a problemi noti e rilevabili attraverso l'analisi di processi già esistenti, anche in maniera creativa.
| Area di competenza                         | Competenze                                                                 |
| ------------------------------------------ | -------------------------------------------------------------------------- |
| 1. Alfabetizzazione su informazioni e dati | 1.1 Navigare, ricercare e filtrare dati, informazioni e contenuti digitali |
|                                            | 1.2 Valutare dati, informazioni e contenuti digitali                       |
|                                            | 1.3 Gestire dati, informazioni e contenuti digitali                        |
| 2. Comunicazione e collaborazione          | 2.1 Interagire attraverso le tecnologie digitali                           |
|                                            | 2.2 Condividere informazioni attraverso le tecnologie digitali             |
|                                            | 2.3 Esercitare la cittadinanza attraverso le tecnologie digitali           |
|                                            | 2.4 Collaborare attraverso le tecnologie digitali                          |
|                                            | 2.5 Netiquette                                                             |
|                                            | 2.6 Gestire l’identità digitale                                            |
| 3. Creazione di contenuti digitali         | 3.1 Sviluppare contenuti digitali                                          |
|                                            | 3.2 Integrare e rielaborare contenuti digitali                             |
|                                            | 3.3 Copyright e licenze                                                    |
|                                            | 3.4 Programmazione                                                         |
| 4. Sicurezza                               | 4.1 Proteggere i dispositivi                                               |
|                                            | 4.2 Proteggere i dati personali e la privacy                               |
|                                            | 4.3 Proteggere la salute e il benessere                                    |
|                                            | 4.4 Proteggere l’ambiente                                                  |
| 5. Risolvere i problemi                    | 5.1 Risolvere problemi tecnici                                             |
|                                            | 5.2 Individuare fabbisogni e risposte tecnologiche                         |
|                                            | 5.3 Utilizzare in modo creativo le tecnologie digitali                     |
|                                            | 5.4 Individuare divari di competenze digitali                              |

### Livelli di padronanza
A partire dalle versione DigComp 2.1., le competenze sono strutturate su una scala di otto livelli.
Base, livelli 1 e 2 fa riferimento ad abilità semplici che richiedono l'ausilio di persone più esperte e che sono orientate a rafforzare il ricordo. Intermedio, livelli 3 e 4 indica abilità più complesse alle quali i discenti si approcciano in autonomia, attraverso compiti ben definiti e sistematici orientati alla comprensione. Avanzato, livelli 5 e 6 sono abilità orientate alla gestione di scenari diversificati che abilitano i discenti a guidare gli utenti meno esperti attraverso compiti orientati all'applicazione e alla valutazione. Specializzato, livelli 7 e 8 si riferiscono ad abilità di altissimo livello che richiedono un approccio multifunzionale attraverso compiti orientati alla creazione di nuove soluzioni ai problemi esistenti.
| Livelli in DigComp 1.0  | Livelli in DigComp 2.1 | Complessità dei compiti                                            | Autonomia                                                                      | Dominio cognitivo |
| ----------------------- | ---------------------- | ------------------------------------------------------------------ | ------------------------------------------------------------------------------ | ----------------- |
| Base                    | 1                      | Compiti semplici                                                   | Con guida                                                                      | Ricordo           |
| Base                    | 2                      | Compiti semplici                                                   | Autonomia e guida in caso di necessità                                         | Ricordo           |
| Intermedio              | 3                      | Compiti ben definiti e sistematici, problemi diretti               | In autonomia                                                                   | Comprensione      |
| Intermedio              | 4                      | Compiti e problemi ben definiti e non sistematici                  | Indipendente e in base alle mie necessità                                      | Comprensione      |
| Avanzato                | 5                      | Compiti e problemi diversi                                         | Guida per gli altri                                                            | Applicazione      |
| Avanzato                | 6                      | Compiti più opportuni                                              | Capacità di adattarsi agli altri in un contesto complesso                      | Valutazione       |
| Altamente specializzato | 7                      | Risoluzione di problemi complessi con soluzioni limitate           | Integrazione per contribuire alla prassi professionale e per guidare gli altri | Creazione         |
| Altamente specializzato | 8                      | Risoluzione di problemi complessi con molti fattori di interazione | Proposta di nuove idee e processi nell’ambito specifico                        | Creazione         |

A livello europeo, il framework è diventato un punto di riferimento per la Commissione Europea e per gli Stati membri, in materia di pianificazione delle iniziative per le competenze digitali.